# Kenzie Taylor

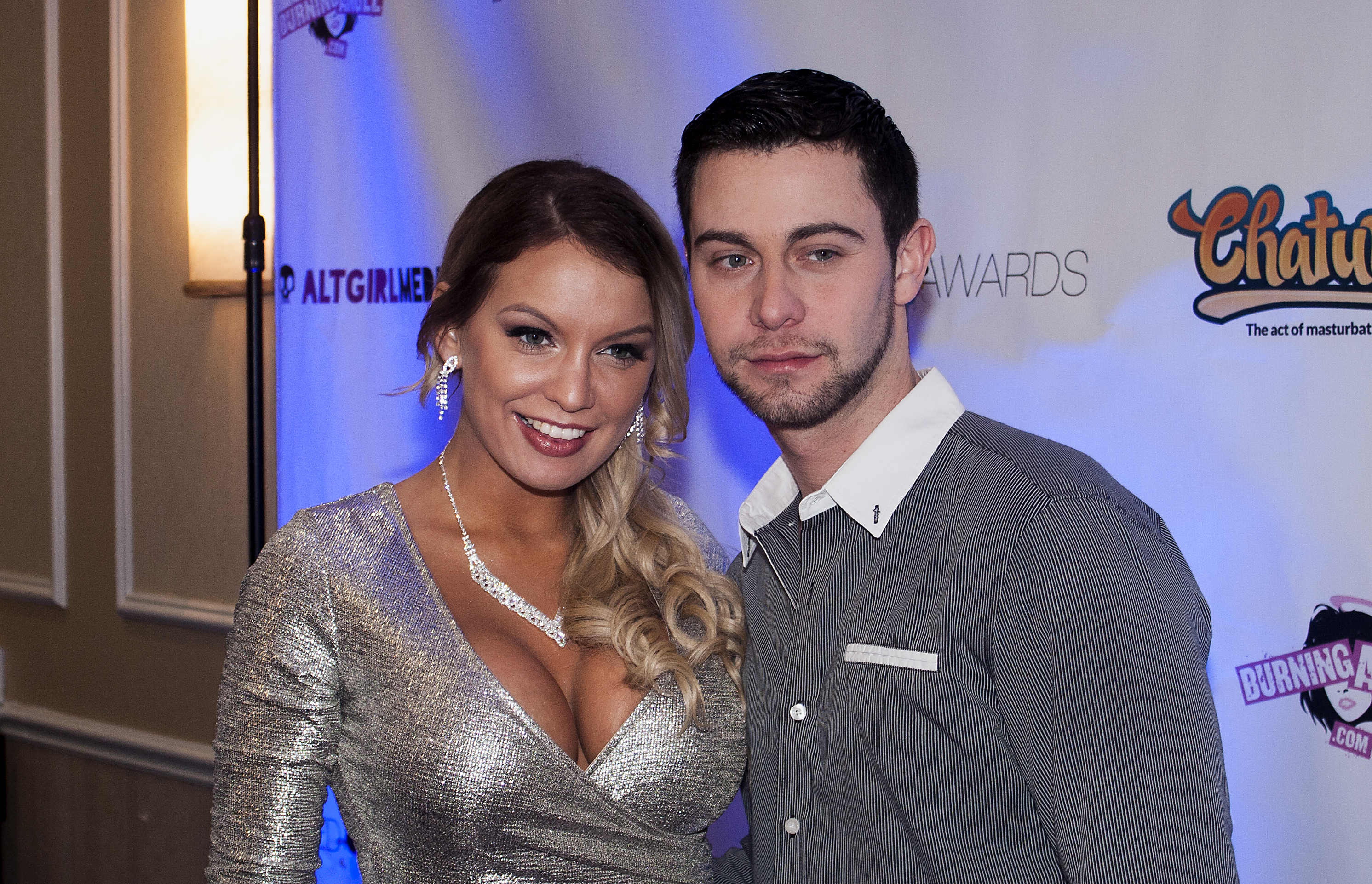
Kenzie Taylor (2016)

Kenzie Taylor (* 2. Juli 1990 in Midland, Michigan) ist eine amerikanische Pornodarstellerin und Erotikmodel.

## Leben
Kenzie Taylor wurde im Juli 1990 in Midland, dem Sitz des Midland County, als Kind einer Familie deutscher Abstammung geboren. Sie ging an die Universität, wo sie einen Abschluss als Krankenschwester machte und für kurze Zeit mit einer LNP-Lizenz in der Branche arbeitete.
Später zog sie nach Tampa (Florida), wo sie als Stripperin in mehreren Clubs arbeitete. Zu diesem Zeitpunkt traf sie einen Pornodarsteller, der sie mit anderen Leuten in der Branche in Kontakt brachte, einschließlich Produzenten, die ihr erlaubten, ihre ersten Castings in Los Angeles zu bekommen.
Als Pornodarstellerin debütierte sie im März 2015 im Alter von 25 Jahren. Als Darstellerin arbeitete sie für Studios wie Girlfriends Films, Evil Angel, Adult Source Media, Wicked Pictures, Brazzers, Naughty America, New Sensations oder Reality Kings. Sie hat bisher mehr als 250 Filme gedreht.
Im Oktober 2019 wurde bekannt, dass Taylor die Hauptrolle in der Porno-Parodie Captain Marvel XXX: An Axel Braun Parody des Regisseurs Axel Braun auf den Film Captain Marvel spielt. Sie hat derzeit mehr als 800.000 Follower auf Instagram.

## Auszeichnungen
- 2016: NightMoves Award – Best New Starlet
- 2019: NightMoves Award – Best Female Performer (Editor’s Choice)
- 2020: AVN Award für Best Transgender One-on-One Sex Scene mit Aubrey Kate

## Filmografie (Auswahl)
- 2015: Young & Tight
- 2015: Teens In Tight Jeans 6
- 2015: Future Angels 2
- 2016: Cum Soaked Kenzie
- 2016: Interracial Girlfriends
- 2016: Evil Anal 23
- 2016: Crash
- 2016: Titty Creampies 9
- 2016: Ultimate Blondes 2
- 2017: Kenzie's Blowjob Assistance
- 2017: Big Wet Tits 16
- 2017: Vendetta
- 2017: Swipe Right
- 2018: Manuel Opens Their Asses 6
- 2018: Kianna Dior: Busty Asian Cum Slut 5
- 2018: Singing Telegram
- 2018: Swallowed 24
- 2018–2019: Women Seeking Women 154, 170
- 2019: Ass In Heat 2
- 2019: Inconceivable: A Kenzie Taylor Story
- 2019: MILF Private Fantasies 5
- 2019: Moms Bang Teens 31
- 2019: TS Casey Fucks Cisgender Kenzie's Cunt
- 2019: Captain Marvel XXX: An Axel Braun Parody
- 2019: Swallowing Slut
- 2020: Cream Pies: Teen Edition 2
- 2020: Best Of May 2020
- 2020: Cock Guzzlers 2
- 2020: Kittens and Their Milf 2
- 2020: Big Wet MILF Tits 3
- 2020: Falling in Love With Kenzie Taylor
- 2020: Girlcore Season 2 Volume 1
- 2020: Kenzie Is Hungry For Cock
- 2020: Perfect Fucking Strangers
- 2020: Throated Homemade: Kenzie Taylor
- 2020: She's the Boss! 4
- 2021: Slut Challenge 2
- 2021: Pornstar Pounding 7
- 2021: Mom Knows Best 20
- 2021: Black Widow XXX: An Axel Braun Parody
- 2021: It’s a Mommy Thing! 11
- 2021: Love, Sex and Lawyers
- 2021: PansexualX: Porn Crush
- 2022: Kenzie Taylor: Big Titty Fuck and Anal
- 2022: Bubble Butt Anal Slut 9
- 2022: Close to Her Heart
- 2022: I'm Sure She'll LOVE You
- 2022: Oil Overload 17
- 2022: Top Heavy Sluts 3
- 2023: BBC Eclipse Of Kenzie Taylor
- 2023: Double Blonde Domme Fantasy
- 2023: Muses: Izzy Wilde